# Goodyera daibuzanensis
Goodyera daibuzanensis là một loài thực vật có hoa trong họ Lan. Loài này được Yamam. mô tả khoa học đầu tiên năm 1932.